# Bồ câu gỗ châu Phi
Bồ câu gỗ châu Phi, tên khoa học Columba unicincta, là một loài chim trong họ Columbidae.